# Issy-les-Moulineaux
Issy-les-Moulineaux é uma comuna francesa, no departamento dos Altos do Sena, localizada na região da Île-de-France, a sudoeste de Paris, às margens do rio Sena.

## Transportes
Issy é servida pelas estações Mairie d'Issy e Corentin Celton da Linha 12 do Metrô de Paris e pelas estações de Issy - Val de Seine e Issy da Linha RER C.
Issy-les-Moulineaux também é servida pelas estações Porte d'Issy, Issy - Val de Seine, Jacques-Henri Lartigue e Les Moulineaux da linha 2 do Tramway d'Île-de-France.

## Toponímia
Originalmente, Issy-les-Moulineaux foi simplesmente chamada de Issy, este nome vem talvez do latim medieval Issiacum, Isiacum ou Isciacum, "domínio de Isicius", um proprietário de terras galo-romano, mas esta versão do abade Lebœuf é contestada por uma outra versão do mesmo abade, na qual ele chamou de Isciacus ou Fiscus Isciacensis.
Renomeada L'Union na Revolução, foi em 1893 que Issy assumiu oficialmente o nome de Issy-les-Moulineaux. Les Moulineaux era o nome de uma pequena aldeia no território da comuna, nomeada assim por causa dos moinhos que ali se encontravam.

## História
Amaury de Issy cedeu a Étienne de Meudon dízimos de trigo e de vinho em favor dos quais a Comunidade tem alienado e erigido em feudo.

### Issy
Alguns etimologistas, dos séculos XVIII e XIX, quiseram encontrar no nome Issy, uma relação com o da deusa Ísis, e mostrar que a vila lhe foi dedicada. Isso permanece a ser visto.
Quildeberto I doou uma parte à igreja de Saint-Vincent de Paris; Hugo Capeto fez o mesmo, e Roberto distribuiu o resto do domínio a outras igrejas. Em 907, Carlos o Simples aí residiu.
No século XVI, o prior da abadia de Saint-Germain-des-Prés é senhor de Issy. A vida espiritual é regulada pelo seminário e ao redor da igreja Saint-Étienne.
A rainha Margarida de Valois teve em Issy uma propriedade onde, em 1605, ela se retirou para escapar da peste que grassava em Paris e que então pertencia ao seminário de St-Sulpice.
Em 1815, os Prussianos ocuparam Issy enquanto que os franceses tiveram na entrada um posto de observação. As duas partes esperaram para lutar, quando a capitulação foi assinada em Saint-Cloud. Os franceses se retiraram para as províncias do outro lado do Loire, e os Prussianos e os Ingleses vieram como vencedores em Paris.

### Les Moulineaux
No século XIX Les Moulineaux fez parte da comuna de Meudon.
Esta aldeia era uma fazenda que Jean de Meudon, cônego de Noyon da Chartreuse de Paris, possuiu em 1343, e que legou aos Cartuxos. Havia pedreiras de giz, a partir das quais foram extraídas o que é chamado de blanc de Meudon.
A aldeia de Moulineaux foi anexada à cidade do distrito de Issy Moulineaux não terá a sua própria paróquia antes do início do século XX, a igreja Sainte-Lucie foi construída em 1905.

### Os príncipes de Conti

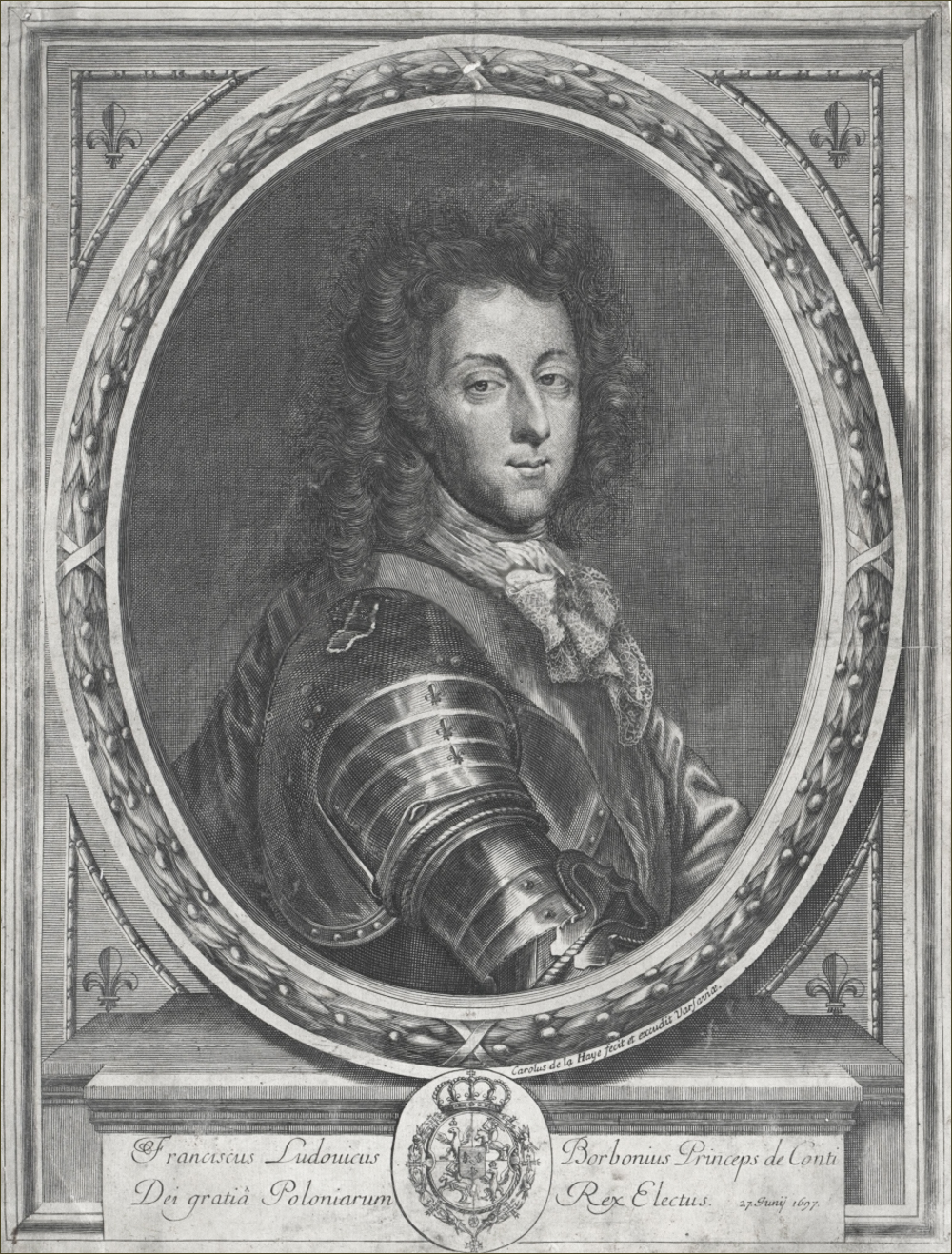
François Louis de Bourbon-Conti.

A casa de Conti, ramo cadete da Casa de Bourbon e depois da Casa de Condé, possuía várias propriedades, incluindo o Château d'Issy, hoje destruído e substituído pelo Musée français de la carte à jouer, onde ainda subsiste uma torre.
O castelo foi comprado em 4 de fevereiro de 1699 por François Louis de Bourbon-Conti por 140.000 libras. Issy era então uma terra pantanosa. Era um castelo de estilo Renascença com grandes jardins construídos por Le Nôtre.
Os príncipes de Conti viveram aí até 1777. Foi durante este período que Issy se desenvolveu.
Sobre os príncipes de Conti em Issy, ver o catálogo da exposição realizada em 2002 no musée français de la carte à jouer: Os Conti em Issy.

### Hoje
Issy-les-Moulineaux faz parte da pequena cintura parisiense, além da barreira dos fermiers généraux. Até o início do século XX, foi um burgo semi-rural que hospedou muitos artesãos e operários. Os conjuntos habitacionais HLM atuais testemunham desse passado, eles foram construídos por volta dos anos 1960/70 e foram renovados sem que fosse planejado para reconstruí-los.
A cidade de Issy-les-Moulineaux há muito tempo conservou um lado campestre que não existe mais. A mudança da fisionomia da cidade foi parte da evolução dos bairros. Assim, o "quartier Jean-Pierre Timbaud" recuperou o seu antigo nome do bairro da fazenda. Pertence na verdade ao bairro de les Moulineaux, no qual depende da paróquia Sainte-Lucie. O "quartier de la ferme" é o nome de uma antiga fazenda, que poderia encontrar alguns vestígios na sede da antiga impressão de Saint-Paul, que nada resta depois da reconstrução do bairro ao longo da rue Jean-Pierre-Timbaud.
Por mais de 30 anos, Issy-les-Moulineaux oferece uma face em mutação, reabilitando bairros inteiros. Assim, mais de 40% da superfície da cidade, no estado de terrenos industriais ou simplesmente inacessíveis, resultaram no desenvolvimento de novos bairros, com respeito ao meio ambiente e acesso às novas tecnologias. Depois da abertura de dois novos eco-bairros (Fort Numérique e Bords de Seine), a cidade continua a se desenvolver.

## Cidades geminadas
Issy-les-Moulineaux é geminada com:
- Weiden in der Oberpfalz, Alemanha, 1954[3]
- Macerata, Itália, 1982[3]
- Hounslow, Reino Unido, 1982[3]
- Valarsapate, Armênia, 1989[3]
- Dapaong, Togo, 1989[3]
- Distrito de Chongwen, China, 1998 (subdivisão de Pequim)[3]
- Guro-gu, Coreia do Sul, 2003 (distrito de Seul)[3]

Além disso, a cidade de Issy-les-Moulineaux assinou acordos de cooperação:
- em 2009 com  Leshan, Província de Sichuan na China[3]
- em 2009 com  Ichikawa no Japão[3]